# Àsia del Nord
L'Àsia del Nord o l'Àsia Septentrional és una regió septentrional d'Euràsia, els límits de la qual són, aproximadament els Urals a l'oest, l'oceà Àrtic al nord, l'oceà Pacífic a l'est i al sud per les terres temperades de clima continental de Gobi i de l'Altai (Àsia central). Políticament comprèn la part asiàtica se la Federació Russa i administrativament comprèn el Districte Federal de Sibèria, amb capital a Novossibirsk i el Districte Federal Extrem Oriental. Es tracta d'una immensa regió de 13, 1 milions de quilòmetres quadrats de superfície poc poblada (39 milions d'habitants), cosa que dona una molt baixa densitat de població. Aquesta regió es caracteritza per un clima fred i extremadament continental, i un paisatge amb un relleu aplanat travessat per grans rius, Durant molt de temps estigué habitada per pobles que practicaven la ramaderia, i posteriorment fou progressivament conquerida per l'Imperi Rus. Al segle xx ha conegut un considerable desenvolupament gràcies a les polítiques d'industrialització de l'URSS, que buscava aprofitar i desenvolupar els immensos recursos miners i energètics de la regió.

## Geografia
Generalment, Àsia del Nord se sol subdividir en tres grans conjunts, geològicament diferents i separats pels rius Ienissei i Lena, que flueixen cap a la mar Càspia.
- Sibèria occidental (2.427.000 km²), a l'est dels Urals: planícies de 2.000 km d'amplada i baixa alçada, que en estar mal drenades són plenes de llacs i maresmes pantanoses.
- Sibèria central (4.122.000 km²), a l'est del riu Ienissei, amb una alçada que oscil·la entre els 300 i 1.200 metres d'altitud, retallada per congosts i amb llacs profunds com el Baikal. Al sud, s'eleva l'alt sistema muntanyós de l'Altai i mont Saian, amb cims de 3.000 a més de 4.000 metres.
- Sibèria oriental, ubicada a l'extrem orient rus (més de 6 milions de km²), l'est del riu Lena, constituït per massissos diversos i muntanyosos, que conclouen a l'est per la península de Kamtxatka els seus volcans actius.

### Clima
Les tundres del nord de Sibèria es caracteritzen per un clima extremadament fred. La resta de Sibèria es compon de zones boscoses (taigàs) i pantanoses on predomina un clima continental molt extrem, amb estius curts i hiverns molt rigorosos.

### Hidrografia
- El riu Ienissei és el principal riu de Sibèria i un dels més grans d'Àsia, amb uns 4.093 km de longitud; la seva conca és d'uns 2.580.000 km².
- El Kolimà es troba al nord-est de Sibèria. Té 2.129 km de longitud i drena una conca de 679.934 km², cosa que en fa el sisè més llarg de Rússia.
- El llac Baikal, amb 636 km de llarg, 80 km d'ample i 1.637 m de profunditat, és el més gran dels llacs d'aigua dolça de l'Àsia, i el més profund de tot el món.
- El llac Elgygytgyn es troba al nord-est de Sibèria. Té un diàmetre aproximat de 15 kilòmetres i una profunditat de 175 metres, i està ubicat en un cràter d'impacte de meteorit creat fa 3, 6 milions d'anys en el Pliocè. El diàmetre del cràter és de 18 km.